# Нурланов, Кенес Азимханович
Кенес Азимханович Нурланов (01.03.1962) —  и казахский актёр кино и театра, Заслуженный деятель Казахстана (2012).

## Биография
Родился 1 марта 1962 года в Актогайском районе Карагандинской области.
Происходит из подрода Сарым рода Каракесек племени Аргын.
С 1969 по 1979 год окончил среднюю школу Актогайского совхоза.
С 1979 по 1983 год окончил Институт искусств им. Т. Жургенова по классу народного артиста СССР, лауреата Государственной премии, профессора Ш. Жандарбековой по специальности актер «кино и драма».
С 1983 по 1993 год — актер Казахского государственного академического театра для детей и юношества имени Габита Мусрепова.
С 1993 по 2007 год — актер Казахского государственного академического драматического театра имени Мухтара Ауэзова.
С 2007 года — актер Казахского государственного академического музыкально-драматического театра имени Калибека Куанышбаева.

## Основные роли на сцене
1. М. Макатаев «Дарига журек» — молодой Мукагали
2. Т. Нурмагамбетов «Затерянное озеро» — Канат
3. С. Балгабаев «Когда девушке за двадцать» — Есимсеит
4. С. Сматаев «Зар-заман» — Султан Нуралы
5. Б. Мукай «Заманақыр» — Али
6. И. Сапарбай «Красавица из села» — Жанибек
7. М. Ауэзов «Айман — Шолпан» — қортық шал
8. М. Ауэзов «Карагоз» — Нарша
9. М. Ауэзов «Енлик — Кебек» — Кебек
10. М. Ауэзов «Абай» — Абдрахман, Керим
11. Г. Мусрепов «Козы Корпеш — Баян Сулу» — Козы, Кодар
12. Г. Мусрепов «Акан Сери — Актокты» — Балта
13. М. Макатаев «Қош махаббат» — Касым
14. Г. Гауптман «Ымырттағы махаббат» — Ганефельд
15. С. Муканов «Прозрачная любовь» — Буркит
16. Р. Муканова «Мәңгілік бала бейнесі» — Кумар
17. К. Гоцци «Турандот» — Калаф
18. С. Торайгыров «Камар Сулу» — Ахмет
19. Ч. Айтматов «Белый корабль» — Момын шал
20. А. Нурпейисов «Қан мен тер» — Құдайменде
21. О. Бокей «Мой сын» — Каражан
22. М. Шаханов «Көкейтесті» — Чокан
23. Э. Хушвактов «Красное яблоко» — Оразбай
24. А. Цагарели «Гамарджоба» — Акоп
25. К. Жунусов «Мелодрама любви» — Амир
26. И. Штраус «Тайна пары» — Амадей
27. М. Фриш «Дон Жуанның думаны» — Дон Диего
28. Е. Жуасбек «Глубокие корни» — Аскар
29. У. Шекспир «Гамлет» — Полоний
30. К. Шангытбаев
31. К. Байсеитов «Қыздар-ай» — Абдикадыр
32. Ш. Муртаза «Бір кем дүние» — молда
33. А. Чехов «Вишня» — старик Фирс
34. М. Ауэзов «День беззащитных» — Дюсен и др.

## Роли в кино
• «Жансебіл» — Мұқатай, «Айдай сұлу Айсұлу» — Жақсыгелді, «Батыр Баян» — Ноян, «Мотоциклді адам» — Сапар, «Жетімдер» — отец, «Біржан сал» — Бұйдабек, «Қарсы бақылау» — Айдын, «Арман асуы» — Базарбек, «Әулет» — аким, «Қарлығаш» — Жомарт, «Судағы із» — Әлібек и др.

## Награды и звания
1. Лауреат Премии Союза молодежи РК (1996)
2. Медаль «За трудовое отличие» (Казахстан) (2004)
3. Заслуженный деятель Казахстана (2012)